# 保祿六世書院
保祿六世書院（英語：Pope Paul VI College）是香港一所天主教女子英文中學，佔地9200平方米，由聖母無原罪傳教女修會創立。該校以保祿六世命名，現任校長為梁以豪。

## 活動
學校曾讓學生參與其所辦理的關懷長者志工活動、外單位辦理的問答比賽及植樹活動。

## 校訓
仁愛與服務

## 外部連結
1. . Good School 好學校. 2023 [23/2/2024].
2. 保祿六世書院 音樂與藝術 打造屬於學生的校園 《喜樂少年》 - 天主教香港教區 2023 [23/2/2024]
3. 【名校中學】保祿六世中學校友遍佈各界  尋補・Blog [18/09/2020]
4. 保祿六世書院 推動女性科技新力量 （页面存档备份，存于） EJ Tech 信報財經新聞 [25/4/2019]
5. 名校教師夫婦遭劫殺藏櫃內 （页面存档备份，存于） 文匯報 [2003-04-16]
6. 保祿六世 喇沙 中英文組封王 （页面存档备份，存于） 文匯報  [14/05/2012]
7. 【教女有方】一招高效溫習法打破默書恐懼　教師媽媽辭職陪女兒成長升英中 （页面存档备份，存于） TOPick [26/08/2022]